# Massimo Luongo
Massimo Corey Luongo (* 25. September 1992 in Sydney) ist ein australischer Fußballspieler, der für den englischen Verein Ipswich Town spielt.

## Karriere

### Verein
Massimo Luongo begann das Fußballspielen bei den APIA Leichhardt Tigers FC im Stadtteil Leichhardt seiner Heimatstadt Sydney. Mit 18 Jahren ging er nach England und wurde dort in die Jugend von Tottenham Hotspur aufgenommen. In der Saison 2011/12 stand er zwar einmal im Kader der Premier-League-Mannschaft, kam aber nicht zum Einsatz. Lediglich bei einem Spiel im League Cup wurde er einmal in das erste Team eingewechselt.
Im Jahr darauf wurde er dann erst einmal an den Zweitligisten Ipswich Town ausgeliehen. Neun Mal kam er dort in der Liga zum Einsatz und kehrte dann nach Tottenham zurück. Dann spielte er den größten Teil der Saison für die U-21-Mannschaft der Spurs, bevor er für die letzten sieben Saisonspiele noch einmal an den Drittligisten Swindon Town ausgeliehen wurde. Er wurde dann auch in den Halbfinal-Spielen der Play-offs eingesetzt. Zwar verpasste der Verein den Aufstieg, aber Luongo hatte sich bewährt und auch in den Play-offs ein wichtiges Tor erzielt, so dass der Verein ihn für ein weiteres Jahr auslieh und bereits kurz nach Saisonbeginn fest für drei Jahre verpflichtete. In der Spielzeit 2013/14 war der Australier Stammspieler im Mittelfeld von Swindon: er spielte in 44 der 46 Ligapartien, davon 40-mal über die volle Spielzeit, in denen er sechs Tore schoss. Dazu kamen drei Spiele im Ligapokal, ein Spiel im Pokal und fünf Spiele um die EFL Trophy. In der nächsten Saison waren es 34 der 46 Ligaspiele mit wieder sechs Toren. Dazu kamen die beiden Halbfinal-Playoff-Spiele und das Finale um den Aufstieg, das verloren ging, zwei Spiele im Ligapokal und wiederum ein Pokalspiel. 
Im Mai 2015 wechselte er zum Saisonbeginn 2015/16 zu den Queens Park Rangers. Luongo unterschrieb bei dem Absteiger in die EFL Championship einen Vertrag mit einer Laufzeit von drei Jahren. In der ersten Saison bestritt er 30 von 46 Ligaspielen sowie je ein Spiel im Pokal und Ligapokal. In der Saison 2016/17 waren es 35 Ligaspiele, zwei Spiele im Ligapokal und ein Pokalspiel.
In der nächsten Saison waren es 39 Ligaspiele ohne einen Einsatz in einem anderen Wettbewerb. In der Saison 2018/19 wurde er neben 41 Ligaspielen mit drei erzielten Toren auch bei zwei Spielen im Pokal eingesetzt. 
Im August 2019 wechselte er zum Ligakonkurrenten Sheffield Wednesday. In seiner ersten Saison bestritt er dort 27 Ligaspiele mit drei Toren, ein Pokalspiel und zwei Spiele im Ligapokal. 
In der Saison 2020/21 waren es nur 12 Ligaspiele und ein Spiel im Ligapokal. Ab Februar 2021 wurde er nicht mehr eingesetzt. Dies setzte sich in der Saison 2021/22 zunächst fort. Erst ab November 2021 wurde er wieder regelmäßig eingesetzt, so dass er auf 27 Ligaspiele mit einem Tor sowie je einem Spiel im Pokal, im Ligapokal und um die EEL Trophy kam. 
Ein neues Vertragsangebot nach den verlorenen Aufstiegs-Play-off lehnte er ab, so dass er zunächst ohne Verein war. 
Im September 2022 unterschrieb er wieder in der EFL Championship einen Vertrag beim FC Middlesbrough mit einer Laufzeit bis Januar 2023. Direkt nach seinem Wechsel bestritt er ein Spiel für die U 21-Mannschaft. Danach wurde er weder in dieser noch in der ersten Mannschaft eingesetzt. Weitgehend gehörte er noch nicht einmal zum Spieltagskader.
Anfang Januar 2023 wechselte er zum Drittligisten Ipswich Town und unterschrieb dort einen Vertrag bis zum Ende der Saison 2022/23. Hier wurde er in 15 von 21 möglichen Ligaspielen eingesetzt, in denen er zwei Tore schoss, sowie einem Pokalspiel. Die Saison endete mit dem Aufstieg des Vereins in die EFL Championship.
Im Juni 2023 wurde sein Vertrag bis zum Ende der Saison 2023/24 verlängert. Eine weitere Verlängerung bis zum Ende der Saison 2024/25 mit einer Verlängerungsoption um ein weiteres Jahr erfolgte im Januar 2024.

### Nationalmannschaft
Massimo Luongo wurde erstmals im Vorfeld der Weltmeisterschaft 2014 in den Kader der australischen Nationalmannschaft berufen. Im Vorbereitungsspiel gegen Ecuador am 5. März 2014 wurde er erstmals aufgeboten und kam auch als Einwechselspieler zum Einsatz. Er nahm an der WM-Vorbereitung teil und Anfang Juni wurde bekanntgegeben, dass er zum 23-köpfigen Aufgebot Australiens für das Turnier in Brasilien gehört, bei dem er jedoch nicht zum Einsatz kam. Im Januar 2015 gewann er mit der australischen Fußballnationalmannschaft die Fußball-Asienmeisterschaft 2015 und wurde zudem zum besten Spieler des Turniers ausgezeichnet. Außerdem stand er im Kader für die Fußball-Weltmeisterschaft 2018 in Russland, bei der Australien in der Vorrunde nach zwei Niederlagen gegen Frankreich und Peru und einem Unentschieden gegen Dänemark noch in der Vorrunde ausschied. Luongo blieb ohne Einsatz.

## Erfolge
- Asienmeister: 2015